# Мітака

35°41′0″ пн. ш. 139°33′34″ сх. д. / 35.68333° пн. ш. 139.55944° сх. д.
Міта́ка (яп. 三鷹市, みたかし, МФА: [mʲitaka ɕi̥]) — місто в Японії, в префектурі Токіо.

## Короткі відомості
Розташоване в центральній частині префектури. Виникло на території сільських поселень раннього нового часу, які були центром соколиних полювань сьоґунів Токуґава. Засноване 1950 року. Основою економіки є сільське господарство, виробництво електротоварів, високоточної техніки і комп'ютерів. В місті розташовані Міжнародний християнський університет, Національна астрономічна обсерваторія Японії, парк Інокасіра. Станом на 1 жовтня 2008 площа міста становила 16,5 км². Станом на 1 липня 2011 населення міста становило 185 986 осіб.